# سنترال سنیچ
سنترال سنیچ (به انگلیسی: Central Saanich) یک منطقهٔ مسکونی در کانادا است که در جزیره ونکوور، بریتیش کلمبیا واقع شده‌است. سنترال سنیچ ۴۱٫۳۳ کیلومتر مربع مساحت دارد ۱۰۰ متر بالاتر از سطح دریا واقع شده‌است.